# Wiener Neustadt Arena
Wiener Neustadt Arena – stadion piłkarski w mieście Wiener Neustadt, w Austrii. Został otwarty 28 września 2019 roku. Może pomieścić 4000 widzów, z czego 3000 miejsc jest siedzących. Swoje spotkania na stadionie rozgrywają piłkarze klubu 1. Wiener Neustädter SC.
Budowa stadionu rozpoczęła się 12 października 2018 roku. Nowy, typowo piłkarski obiekt powstał w północnej części miasta, obok lotniska Wiener Neustadt/Ost i hali sportowej Arena Nova. Jego budowa kosztowała 10,6 mln €. Otwarcie stadionu miało miejsce 28 września 2019 roku, a w dniu otwarcia odbył się na nim mecz ligowy (Regionalliga Ost) gospodarzy, zespołu 1. Wiener Neustädter SC, z rezerwami Rapidu Wiedeń (0:1). Przed otwarciem nowej areny drużyna 1. Wiener Neustädter SC występowała na Stadion Wiener Neustadt. Nowy obiekt może pomieścić 4000 widzów, z czego 3000 miejsc jest siedzących. Trybuna główna po stronie zachodniej jest zadaszona i mieści 1930 widzów, znajduje się na niej również 250 miejsc dla VIP-ów. Stadion wyposażony jest w sztuczne oświetlenie.
27 października 2020 roku na stadionie odbył się mecz eliminacji kobiecych Mistrzostw Europy pomiędzy Austrią i Francją (0:0). W listopadzie 2020 roku na obiekcie odbyły się dwa spotkania towarzyskie męskich reprezentacji narodowych (14 listopada 2020: Korea Południowa – Meksyk 2:3 i 16 listopada 2020: Stany Zjednoczone – Panama 6:2). Kolejne dwa mecze towarzyskie rozegrano na stadionie w marcu 2021 roku (25 marca 2021: Stany Zjednoczone – Jamajka 4:1 i 30 marca 2021: Kostaryka – Meksyk 0:1).